# Sertula besseriana
Sertula besseriana là một loài thực vật có hoa trong họ Đậu. Loài này được (Ser.) Kuntze miêu tả khoa học đầu tiên năm 1891.